# Мороз Иванович (мультфильм)
«Мороз Иванович» — рисованный мультипликационный фильм, созданный режиссёром Иваном Аксенчуком в 1981 году по мотивам одноимённой сказки Владимира Одоевского, который написал её на основе сказки Братьев Гримм «Госпожа Метелица», а также русских народных сказок, изменив образ Морозко.

## Сюжет
По заснеженному лесу шёл Мороз Иванович. Рукой взмахнул — деревья покрылись инеем. Подошёл он к деревне да заглянул в окошко крайней избы. Там жили две сестрицы с родной бабушкой. Одна сестрица — Дуняша — была трудолюбивая, а другая — Малаша — была ленивая.
Однажды бабушка Малаши и Дуняши заболела, и Дуняша решила обеспечить бабушке покой, а сама начала готовить лепёшки. Потом она будит сестрицу, но та изначально отнекивается, а затем чувствует запах лепёшек и начинает их есть. Посмотрел на девочек Мороз Иванович и заколдовал их колодец. Когда сестрицы пришли за водой, то вслед за ведёрком провалились в колодец и попали во владения Мороза Ивановича, где всё покрыто ледяными узорами. Ведёрко покатилось и привело их к покрытому сверкающим льдом дому, где на пороге стоял седой дед, представляющийся девочкам:

«Я — Мороз Иванович! Старик суровый! Знаю, чего вам надо. 

Будет вам ведёрко и ещё награда! 

Только послужите мне, морозной моей седине. 

Обед мне сварите, рубаху зашейте, 

пол подметите да перину взбейте! 

А я пока — доверху снегом набью облака!» 

Дуняша стала щи да кашу готовить и в печку ставить, а Малаша попыталась рубаху зашить, но запуталась в нитках. Дуняша забрала рубаху и сама зашила. Стала Малаша пол подметать и разбила сосуд, из которого вылетели ветры. Вернулся Мороз Иванович и загнал обратно. Пыталась Малаша волшебную перину взбить, да только с помощью Дуняши это получилось. В перине расцветают цветы, но Мороз Иванович обещает, что весной цветы расцветут у самого окна.
Посмотрел Мороз Иванович на труды сестёр и подарил Дуняше вышитую самоцветами отороченную мехом шапочку и рукавички, вручил для бабушки пуховую шаль на здоровье, а Малаше дал ожерелье и сказал: «По работе и награда!». Вышли сестрицы на крыльцо и оказались дома. Накинула бабушка шаль на плечи и выздоровела. А у Малаши ожерелье растаяло — оказалось, что оно изо льда. Малаша разрыдалась от отчаяния — только теперь она поняла, что значило: «По работе и награда!». Стыдно ей стало, но бабушка её успокаивает, а Дуняша отдала сестре свои новые рукавички. Тогда Малаша побежала с ведёрком и принесла воды. Мороз Иванович наградил Малашу настоящим ожерельем.
В конце Мороз Иванович радостно говорит зрителям:

Серебрится снег на ветках — я во всём люблю порядок. И скажу вам напоследок: по работе и награда!

## Отличия от оригинала
- В оригинале у девочек были имена Рукодельница и Ленивица, и у них была няня. В мультфильме девочек звали Малаша и Дуняша, и у них была бабушка[2][3].
- Нянюшка у Рукодельницы и Ленивицы была достаточно строгой, а бабушка у Малаши и Дуняши была доброй.
- Также пропущены эпизоды с пирожком, который попался Рукодельнице, и с яблоневым садом. Рукодельница приносит все угощения Морозу Ивановичу.
- В оригинале Рукодельница и Ленивица идут к Морозу Ивановичу по очереди, а в мультфильме — вместе.
- В оригинале Мороз Иванович награждает Ленивицу большим серебряным слитком и бриллиантом, а в мультфильме — ледяным ожерельем.
- Кроме того, в мультфильме отсутствует петух.
- Конец мультфильма сделан более гуманно: Малаша исправилась, и Мороз Иванович наградил её настоящим ожерельем.

## Создатели

Мороз Иванович

| Автор сценария             | Генрих Сапгир |
| Кинорежиссёр               | Иван Аксенчук |
| Художник-постановщик       | Виктор Никитин |
| Композитор                 | Игорь Цветков |
| Кинооператор               | Михаил Друян |
| Звукооператор              | Владимир Кутузов |
| Художники-мультипликаторы: | Марина Восканьянц, Владимир Шевченко, Александр Панов, Елена Малашенкова, Иосиф Куроян, Анатолий Абаренов, Марина Рогова, Олег Сафронов              |
| Роли озвучивали:           | Клара Румянова — Малаша, ленивая сестрица Ольга Громовa — Дуняша, прилежная сестрица Вероника Васильева — бабушка Вячеслав Невинный — Мороз Иванович |
| Редактор                   | Елена Михайлова |
| Директор съемочной группы  | Нинель Липницкая |

## Отзывы
В иронично-гротесковой манере Аксенчук снял фильмы-сказки «Как грибы с горохом воевали» (1977), «Мороз Иванович» (1981), «Горе – не беда» (1983). В них традиционные сказочные персонажи выясняют отношения друг с другом, преодолевая массу опасных, но в то же время комичных ситуаций. Отношения между героями строятся на остроумных диалогах, высмеивающих жадность, глупость и гордыню. Художником во всех трёх сказках, очень не похожих по изобразительному решению, выступил Виктор Никитин.— Сергей Капков. «Наши мультфильмы»

Среди рисованных работ «Союзмультфильма» 1970-80-х гг. широкую популярность завоёвывают такие разные картины, как «Щелкунчик» Б. П. Степанцева (1973), «Как грибы с горохом воевали» (1977), «Золушка» (1979) и «Мороз Иванович» (1981) И. С. Аксенчука— Георгий Бородин «Краткий исторический обзор»

## Видеоиздания
Мультфильм многократно переиздавался на VHS и DVD в сборниках мультфильмов:
- Лучшие советские мультфильмы («Союзмультфильм», VHS, распространитель «Studio PRO Video»), 1990-е годы.
- «Праздник Новогодней ёлки» («Союзмультфильм», распространитель «Крупный план»), DVD.[6]